# Julija Lieška
Julija Lieška (tudi Julijana iz Liègea), belgijska redovnica in svetnica, * 1193, Retinnes pri Liègeu, Belgija, † 5. april 1258, Fosses, Belgija. 
Skupaj z blaženo Evo Lieško je ustanovila praznik svetega rešnjega telesa.

## Življenjepis
Julija je imela komaj pet let, ko je izgubila starše. Po tem je odraščala v samostanu Mont Cornillion pri Liègeu.
V letu 1206-07 je podala redovne zaobljube in posvetila svoje življenje skrbi za bolnike.
Leta 1209 je šestnajstletna Julija doživela videnja polne Lune s temno progo, ki jih je interpretirala kot Cerkev, ki ji manjka praznik, posvečen svetemu rešnjemu telesu v liturgičnem koledarju. Takrat je Julija zadržala svoje videnje zase.
Po letu 1230, ko je postala mati prednica omenjenega samostana, so se videnja ponovila. Od takrat je Julija posvetila vse svoje napore ustanovitvi novega praznika. Pri tem je doživela tudi močno nasprotovanje in je umrla ne da bi dočakala razglasitev praznika. Pokopana je v kraju Villiers.

## Zapuščina
Po Julijini smrti je njeno delo nadaljevala blažena Eva Lieška. Njuno delo je bilo nagrajeno, ko je Jacques Pantaléon, bivši naddiakon iz Liègea, postal papež Urban IV. - ta je leta 1264 uradno razglasil praznik svetega rešnjega telesa. Za svetnico jo je razglasil papež Pij IX. leta 1869.
Julija Lieška goduje dne 5. aprila po katoliškem koledarju.